# 山本隆幸
山本 隆幸（やまもとたかゆき、1977年9月26日 - ）は、兵庫県尼崎市出身の競艇選手。
兵庫支部所属。85期。登録番号4025。身長173cm、A型。
最終学歴は報徳学園高等学校卒業。師匠は大阪支部の松井繁（登録番号3415）、弟子は再従兄弟でもある照屋厚仁（登録番号4375）と幼少期よりボートレーサーを目指した数原魁（登録番号5060）。

## SG・GIタイトル
- SG 優出1回 （2007年7月29日・桐生第12回オーシャンカップ4着）
- GI 常滑53周年 （2006年4月16日）
- GII 秩父宮妃記念杯（2017年5月21日）

## 来歴
同期（85期）は「銀河系軍団」と呼ばれ注目されるようになり、この名称を85期に命名した山本の他にも、井口佳典・高沖健太（三重）、湯川浩司・丸岡正典（大阪）、田口節子・清水敦揮・田中健太郎（岡山）、佐々木裕美（山口）、森高一真（香川）、田村隆信・興津藍（徳島）、松江秀徳（佐賀）とA1級の記念レーサーが揃う。

### 戦歴
- 2007年9月 住之江デイリースポーツ旗争奪ホワイトベア競走にて完全優勝達成
- 2013年11月29日 蒲郡『JLC杯』において通算1,000勝を達成
- 2016年10月　SGボートレースダービー出場（福岡）

### 主な優勝タイトル
- 2017年4月18日 宮島 一般 第2回BOATBoyカップ
- 2017年4月27日 徳山 一般 日刊スポーツ杯争奪戦
- 2017年5月21日 びわこ GII 秩父宮妃記念杯
- 2017年7月14日 宮島 一般 第6回新東通信杯
- 2017年12月28日 鳴門 一般 クリスマスカップ競走
- 2018年2月26日 常滑 一般 スポーツニッポン杯争奪第34回英傑戦